# Georges Claes (Radsportler, 1947)
Georges Claes (* 21. September 1947 in Kerkom) ist ein ehemaliger belgischer Radrennfahrer.

## Sportliche Laufbahn
Claes war im Straßenradsport aktiv. Als Amateur siegte er 1968 im Eintagesrennen Gent–Wevelgem und gewann eine Etappe der Limburg-Rundfahrt. Das Rennen Brüssel–Opwijk gewann er vor Gustaaf Van Roosbroeck. Ab August 1968 bis 1974 war er als Berufsfahrer aktiv und gewann in dieser Zeit sechs Rennen. Seinen ersten Vertrag als Profi hatte er im Radsportteam Okay Whisky-Diamant-Simons. Er blieb als Profi ohne größere Erfolge.
In der Vuelta a España 1972 schied er aus.

## Familiäres
Er ist der Sohn von Georges Claes, der ebenfalls Radprofi war.